# Aleyna Şirin
Aleyna Şirin (* 2001 oder 2002 in Istanbul) ist eine türkische Schauspielerin und Model.

## Leben und Karriere
Şirin studierte an der Özyeğin-Universität im Bereich Innenarchitektur und Umweltgestaltung. 2022 wurde sie bei der Miss Turkey zur Zweitplatzierten gekürt. Im selben Jahr gewann sie den Titel Miss Turkey Universe.
Ihr Schauspieldebüt gab sie in einer Folge in Bir Derdim Var. Seit 2023 ist Şirin in der Serie Kudüs Fatihi Selahaddin Eyyubi zu sehen.

## Filmografie
- 2023: Bir Derdim Var (Fernsehserie)
- seit 2023: Kudüs Fatihi Selahaddin Eyyubi (Fernsehserie)